# فرودگاه شهرستان چیمبرز
فرودگاه چیمبرز کانتی (به انگلیسی: Chambers County Airport) یک فرودگاه همگانی است که یک باند فرود آسفالت دارد و طول باند آن ۵۷۹ متر است. این فرودگاه در شهر آناهاک (تگزاس) کشور ایالات متحده آمریکا قرار دارد و در ارتفاع ۶٫۴ متری از سطح دریا واقع شده‌است.